# جمله خبری
جمله در زبان فارسی از لحاظ نوع پیام و محتوی به ۵ گونه تقسیم می‌شود. یکی از انواع جمله که خبری (وقوع یا عدم وقوع کار یا وجود یا عدم وجود حالتی)را بیان می‌کند، جمله خبری نامیده می‌شود. 
مثال: رامین نشست، رامین ننشست (که نفی جمله‌ٔ اول است)